# Liste des évêques catholiques de Plymouth
L'évêque de Plymouth est un dignitaire de l'Église catholique en Angleterre et au pays de Galles, titulaire du diocèse de Plymouth. Le siège épiscopal est la cathédrale Sainte-Marie et Saint-Boniface de Plymouth. Ce diocèse fait partie de la province ecclésiastique de Southwark, qui en compte trois autres : Arundel et Brighton, Portsmouth et l'archidiocèse de Southwark.
Le diocèse de Plymouth existe depuis le rétablissement de la hiérarchie catholique en 1850 par la bulle Universalis Ecclesiae (en). Il a été érigé sur une portion du vicariat apostolique du district de l'Ouest. Depuis la résignation de Philip Moger (en), dixième titulaire du siège épiscopal de Plymouth, le siège est vacant.
| Évêques de Plymouth | Évêques de Plymouth | Évêques de Plymouth                                            |
| ------------------- | ------------------- | -------------------------------------------------------------- |
| 1851-1855           | George Errington    | En 1855 il devient évêque coadjuteur de Westminster            |
| 1855-1902           | William Vaughan     |                                                                |
| 1902-1911           | Charles Graham      | Il était auparavant évêque coadjuteur de Plymouth              |
| 1911-1928           | John Keily          |                                                                |
| 1929-1946           | John Barrett        | Il était auparavant évêque auxiliaire de Birmingham            |
| 1947-1954           | Francis Grimshaw    | En 1954 il devient archevêque de Birmingham                    |
| 1955-1985           | Cyril Restieaux     |                                                                |
| 1985-2013           | Christopher Budd    |                                                                |
| 2013-2022           | Mark O'Toole        | En 2022, il devient archevêque de Cardiff et évêque de Menevia |
| 2024-2025           | Philip Moger (en)   | Il était auparavant évêque auxiliaire de Southwark             |
| 2025-               | vacant              | Depuis le 24 février                                           |

## Source
- (en) Fiche sur le diocèse de Plymouth sur le site Catholic Hierarchy

## Article lié
- Liste des diocèses catholiques en Angleterre et au pays de Galles